# Julian Jordan
Julian Jordan, de son vrai nom Julian Dobbenberg (né le 20 août 1995 à Apeldoorn), est un disc jockey néerlandais.

## Biographie
Julian Dobbenberg naît le 20 août 1995 à Apeldoorn. Il débute dans la musique en 2011 à l'âge de 15 ans. Il rejoint le label discographique néerlandais Spinnin' Records un an plus tard et s'illustre grâce à des productions electro house telles que BFAM avec Martin Garrix et Kangaroo. 
Le 8 février 2016, il annonce sur les réseaux sociaux qu'il quitte Spinnin' Records[réf. nécessaire] pour signer chez Armada Music ; il fonde également son propre label, intitulé Goldkid Records, qui fait partie des 48 sous-labels d'Armada.

## Discographie

### EP
- 2018 : Goldkid (Goldkid Records)
- 2022 : Hyper House (STMPD Rcrds)

### Compilation
- 2016 : It's Julian Jordan (Goldkid Records)

### Singles
- 2011 : Travel B [Suit Records]
- 2012 : Colette [Free For All (Be Yourself Music)]
- 2012 : Rock Steady [Spinnin Records]
- 2012 : Oxford (avec TV Noise) [Spinnin Records]
- 2012 : Kangaroo [DOORN (Spinnin)]
- 2012 : BFAM (avec Martin Garrix) [Spinnin Records]
- 2013 : Ramcar [Spinnin Records]
- 2013 : Childish Grandpa (avec TV Noise) [Spinnin Records]
- 2013 : AZTEC [Spinnin' Records]
- 2014 : Rockin (avec twoloud) [Spinnin Records]
- 2014 : Up In This! [DOORN (Spinnin)]
- 2014 : Slenderman [Spinnin Records]
- 2014 : Angels x Demons [Spinnin Records]
- 2015 : Rage (avec Firebeatz et Sander van Doorn) [DOORN (Spinnin)]
- 2015 : The Takedown [DOORN (Spinnin)]
- 2015 : Blinded by the light (avec Alice Berg) [Spinnin' Records]
- 2015 : Lost Words [Spinnin' Records]
- 2015 : Feel The Power (avec Stino) [FREE / Spinnin' Premium]
- 2016 : All Night [FREE / Spinnin' Premium]
- 2016 : Pilot [Revealed Recordings]
- 2016 : Rebound [FREE / GOLDKID Records]
- 2016 : A Thousand Miles (feat Ruby Prophet) [GOLDKID Records]
- 2016 : Midnight Dancers [GOLDKID Records]
- 2016 : Welcome (avec Martin Garrix) [STMPD RCRDS]
- 2016 : Memory [FREE / GOLDKID Records]
- 2017 : Saint [GOLDKID Records]
- 2017 : Chinook [GOLDKID Records]
- 2017 : Night Of The Crowd (avec Steff da Campo) [GOLDKID Records]
- 2017 : Light Years Away (avec TYMEN) [GOLDKID Records]
- 2018 : Ghost [GOLDKID Records]
- 2018 : Zero Gravity (avec Alpharock) [STMPD RCRDS]
- 2018 : Bounce That (avec Olly James) [GOLDKID Records]
- 2018 : Attention (avec Timmy Trumpet) [GOLDKID Records]
- 2018 : Never Tired of You [STMPD RCRDS]
- 2018 : Tell Me The Truth [STMPD RCRDS]
- 2018 : Glitch (avec Martin Garrix) [STMPD RCRDS]
- 2019 : Need You (avec SMBDY) [STMPD RCRDS]
- 2019 : Backfire (avec Seth Hills) [STMPD RCRDS]
- 2019 : Oldskool [STMPD RCRDS]
- 2019 : To The Wire [STMPD RCRDS]
- 2019 : Bassline [STMPD RCRDS]
- 2019 : Next Level [STMPD RCRDS]
- 2020 : Oh Lord (avec Daijo) [STMPD RCRDS]
- 2020 : Love You Better (avec Kimberly Fransens) [STMPD RCRDS]
- 2020 : Destination [STMPD RCRDS]
- 2020 : Without You (avec Brooks) [STMPD RCRDS]
- 2020 : Nobody Knows (avec Feldz) [STMPD RCRDS]
- 2020 : Badboy (avec TITUS) [STMPD RCRDS]
- 2020 : Boss [STMPD RCRDS]
- 2021 : Big Bad Bass [STMPD RCRDS]
- 2021 : Let Me Be The One (avec Guy Arthur) [STMPD RCRDS]
- 2021 : The Box (avec WILL K) [STMPD RCRDS]
- 2021 : Shout (avec TEO MANDRELLI et Jordan Grace) [STMPD RCRDS]
- 2021 : Drop The Top [STMPD RCRDS]
- 2021 : Hyper [STMPD RCRDS]
- 2021 : Diamonds (avec Martin Garrix et Tinie Tempah) [STMPD RCRDS]
- 2021 : Thunder [STMPD RCRDS]
- 2022 : Sound Of The Bass [STMPD RCRDS]
- 2022 : Out Of My Mind [STMPD RCRDS]
- 2022 : Facts (avec Alan Shirahama) [STMPD RCRDS]
- 2022 : Funk (avec Martin Garrix) [STMPD RCRDS]
- 2022 : Juice (avec Siks) [STMPD RCRDS]
- 2022 : Rudeboy [STMPD RCRDS]
- 2022 : Vibe [STMPD RCRDS]
- 2022 : Noise [STMPD RCRDS]
- 2022 : DuDuDu [STMPD RCRDS]
- 2022 : The Bass [STMPD RCRDS]
- 2023 : Losing My Head [STMPD RCRDS]
- 2023 : Start To Move [STMPD RCRDS]
- 2023 : Aspirin [STMPD RCRDS]
- 2023 : NRG (avec Eleganto et Kota) [STMPD RCRDS]
- 2023 : Narcotics [STMPD RCRDS]
- 2023 : One Nation (avec Eleganto) [STMPD RCRDS]
- 2024 : Champion [STMPD RCRDS]
- 2024 : Bon Voyage (avec Mingue) [STMPD RCRDS]
- 2024 : I DON'T KNOW [STMPD RCRDS]

### Remixes
- 2011 : Spangled Ballet - Birdie (Julian Jordan Remix) (Starblocks Music)
- 2011 : Viro & Rob Analyze, The E-Jokes - Kion Zindagi (Julian Jordan Remix) (BomBeatz Music]
- 2012 : Sander van Doorn, Mayaeni - Nothing Inside (Julian Jordan Remix) (Doorn (Spinnin))
- 2017 : Martin Garrix & Troye Sivan - There For You (Julian Jordan Remix)